# Chester Burleigh Watts
Chester Burleigh Watts (27 de outubro de 1889 - 17 de julho de 1971) foi um astrônomo americano.

## Biografia
Watts nasceu em Winchester, Indiana e frequentou a Universidade de Indiana, onde estudou astronomia. Em 1911, ingressou no Observatório Naval dos Estados Unidos, mas retornou a Indiana para concluir seu bacharelado. e se formou em 1914. Em seguida, ele se juntou ao Observatório Naval e começou a trabalhar na 6ª Divisão de Círculos de Trânsito.
Exceto por um período na Divisão de Serviço de Tempo (1915-1919), ele permaneceria no departamento de círculos de trânsito pelo resto de sua carreira. Em 1934, tornou-se diretor da 6ª Divisão de Círculos de Trânsito e lideraria a divisão pelos próximos 25 anos. Suas observações foram publicadas nos volumes das publicações do Observatório.
Durante a década de 1940, ele começou a laboriosa tarefa de mapear as características marginais da Lua (ou seja, as características que produziriam um efeito de contorno ao longo do membro devido à libração). Este estudo foi baseado em aproximadamente setecentas fotografias do membro lunar tiradas entre 1927 e 1956. Os resultados foram publicados no Astronomical Papers of the American Ephemeris, volume 17.
Aposentou-se em 1959, mas continuou a trabalhar por vários anos depois. Ele foi sobrevivido por sua esposa Ada e um filho Chester B., juntamente com (pelo menos) três netos.
Ele foi premiado com um título honorário de Doutor em Ciências da Universidade de Indiana em 1953. Em 1955 ele foi premiado com a Medalha James Craig Watson pela Academia Nacional de Ciências por suas contribuições à astronomia. O asteroide 1798 Watts recebeu o nome dele, assim como a cratera Watts na Lua.